# Jingletown
Jingletown ist ein Teil von Fruitvale, einem Stadtviertel von Oakland im US-Bundesstaat Kalifornien. Die Gegend grenzt an den Oakland Estuary.

## Geschichte
Der Name Jingletown kommt ursprünglich von einer Gewohnheit von Arbeitern, größtenteils Männer portugiesischen und azorischer Abstammung, die sich hier zwischen 1910 und 1920 niederließen und mit den Münzen eines Wochenlohns in der Tasche klimperten (to jingle), um entweder ihren Wohlstand zur Schau zu stellen oder auch das Geld mit sich trugen, weil sie das Bankwesen nicht kannten oder nicht trauten. 1998 wurde die Gegend Heimat eines preisgekrönten, erschwinglichen Bauprojekts, das zur Neubelebung der Gemeinde verhalf. 2003 begann ein „Bauboom“, wobei mehrere einheimische Unternehmer hunderte von Eigentumswohnungen, Speicher und Wohnhäuser am Strand von Estuary bauen ließen. Die Gegend blieb dennoch ein Arbeiter- und Künstlerviertel, deren Bewohner in umgebauten Speichern leben und arbeiten. Jingletown ist auch Heimat des Instituts für Mosaikkunst und zahlreiche Gebäude weisen Mosaike an der Fassade auf.

## Sonstiges
2005 wurde ein zum Album American Idiot gehörendes Video der US-amerikanischen Punk-Band Green Day veröffentlicht, welches in Jingletown spielt. Der Name des Songs ist Jesus of Suburbia. Darin geht es um einen jungen Punk, der aus diesem „Scheißhaufen“, wie der Text sagt, weg in die Stadt will, um dort ein neues Leben zu beginnen. Im Video werden ausführlich die Umstände seines Lebens gezeigt. Es gibt eine 9:30 Minuten lange Version nur mit Musik und eine 12-minütige Version mit Dialogen und Handlung.